# Frank Ramsey

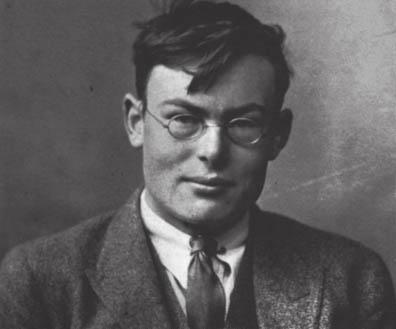
Frank Ramsey

Frank Plumpton Ramsey (Cambridge, 22 februari 1903 – Londen, 19 januari 1930) was een Brits wiskundige die belangrijke bijdragen leverde aan de wiskunde, de filosofie en de economie.

## Leven
Ramsey werd geboren als zoon van de wiskundige Arthur Ramsey, later president van Magdalen College, een van de constituerende colleges van de Universiteit van Cambridge. Frank was de oudste van vier kinderen; twee jongens en twee meisjes. Zijn broer Michael Ramsey zou in de jaren zeventig aartsbisschop van Canterbury worden. Ramsey bracht zijn middelbareschooltijd vanaf 1915 door op Winchester College. Na het behalen van zijn eindexamen keerde hij terug naar Cambridge voor een studie wiskunde aan Trinity College. Gemakkelijk in de omgang, ongecompliceerd en bescheiden, had Ramsey naast zijn wetenschappelijk werk een zeer brede belangstelling. Als tiener gaf hij reeds blijk van zowel grote talenten als de heterogeniteit van de zaken die hem interesseerden. Zijn broer merkte hier het volgende over op:
Hij was in nagenoeg alles geïnteresseerd. Hij was toen al enorm belezen in de Engelse literatuur; hij genoot van de klassieken, hoewel hij op het punt stond zich in de wiskunde te specialiseren. Ook was hij zeer geïnteresseerd in politiek, en ook geïnformeerd, hij had een politieke bezorgdheid en een soort van linksachtige bekommernis voor de zwakkeren in de samenleving in zijn politieke overtuigingen.— Michael Ramsey
Ramsey leed aan een lichte vorm van depressie en had een intellectuele belangstelling voor psychoanalyse. Tijdens het schrijven van zijn proefschrift ging hij naar Wenen om in analyse te gaan. De Britse psychoanalyticus Edward Glover had hem Otto Rank aangeraden, maar deze kon Ramsey niet ontvangen en verwees hem door naar Sándor Ferenczi. Ramsey koos echter voor Theodor Reik, een leerling van Freud. Als een van de rechtvaardigingen voor het in therapie gaan, beweerde hij in een brief aan zijn moeder dat onbewuste impulsen zelfs hun invloed uitoefenen op het werk van een wiskundige. In september 1925 trad hij in het huwelijk met Lettice Baker. Er was geen sprake van een kerkelijk huwelijk, aangezien Ramsey, zoals zijn vrouw het beschreef, een "militant atheïst" was. Als een van de redenen voor het sluiten van een huwelijk voerde hij in navolging van zijn moeder aan dat vrije liefde immoreel is, omdat dit niet voldoende zekerheid biedt aan de uit een huwelijk voortkomende nakomelingen. Uit zijn eigen huwelijk ontsproten twee dochters. Ramsey was een verdraagzaam man. Ondanks zijn atheïsme toonde hij grote tolerantie ten opzichte van zijn broer, toen deze laatste besloot zich tot priester in de Kerk van Engeland te wijden.

## Academisch leven
Begin oktober 1924 keerde Ramsey terug naar Engeland. Eerder dat jaar was hij met steun van John Maynard Keynes tot Fellow aan King's College gekozen. Hij was pas de tweede persoon die tot Fellow werd verkozen zonder aan King's College te hebben gestudeerd.
In 1926 werd hij universitair docent in de wiskunde en later directeur wiskundige studies aan King's College. Toen Wittgenstein zijn Tractatus Logico-Philosophicus als doctoraal proefschrift in Cambridge verdedigde, was Ramsey Wittgensteins promotor en waren G.E. Moore en Bertrand Russell diens examinatoren. Later regelden deze drie financiële steun voor Wittgenstein om hem in staat te stellen om zijn onderzoek voort te zetten.
In 1929 bediscussieerden Ramsey en Wittgenstein regelmatig wiskundige en filosofische vraagstukken met Piero Sraffa, een Italiaanse econoom, die door Keynes naar Cambridge was gehaald, nadat Sraffa zich de woede van Benito Mussolini op de hals had gehaald door publicatie van een kritisch artikel in The Manchester Guardian over diens fascistische regime. De bijdragen van Ramsey aan deze gesprekken werden door zowel Sraffa als Wittgenstein in hun latere werk erkend.

## Ramsey en Wittgenstein
Toen I.A. Richards en C. K. Ogden, beide Fellows aan Magdalen College, Ramsey voor het eerst ontmoetten, sprak deze zijn interesse uit om Duits te leren. Volgens Richards slaagde Ramsey erin "in nauwelijks meer dan een week" Duits te leren, hoewel andere bronnen laten zien dat hij al een jaar Duits op school had gevolgd. Op Winchester College had Ramsey moeten kiezen of hij voor een schoolprijs meedeed in goddelijkheid, Frans, of Duits; hij koos voor Duits, bekwaamde zich door Engelse filosofen in het Duits te lezen, en won de schoolprijs voor Duits.Ramsey was daarna in staat, om negentien jaar oud, de eerste versie van de vertaling van de Duitse tekst van Ludwig Wittgensteins Tractatus Logico-Philosophicus op te stellen. Hij was onder de indruk van Wittgensteins werk en maakte na zijn afstuderen als Wrangler in de wiskundige Tripos van 1923 een reis naar Oostenrijk voor een bezoek aan Wittgenstein, die toen als dorpsonderwijzer op een basisschool in de kleine gemeenschap van Puchberg am Schneeberg werkzaam was. Twee weken lang bediscussieerde Ramsey de moeilijkheden waarmee hij werd geconfronteerd bij het begrijpen van de zeer moeilijke Tractatus. Wittgenstein maakte enkele correcties op de Engelse vertaling in Ramseys kopie en enkele annotaties en wijzigingen in de Duitse tekst die vervolgens in de tweede editie in 1933 verschenen.

## Overlijden
Eind 1929 werd Ramsey ziek. Aanvankelijk leek hij griep te hebben, maar vervolgens ontwikkelde hij geelzucht. Op 17 januari 1930 werd hij in Guy's Hospital geopereerd door een oom van zijn vrouw. Het betrof een kijkoperatie om vast te stellen of een galsteen misschien het afvloeien van gal verhinderde. De lever en de nieren bleken echter in een vreselijke staat, en Ramsey overleed drie dagen later. Als doodsoorzaken werden cholangitis, infectie van de galwegen, en hepatitis opgegeven. Zijn zuster Margaret veronderstelde later dat Ramsey hepatitis B had opgelopen via ratten in de Cam, waar hij graag zwom.

## Werk
In 1927 publiceerde Ramsey het invloedrijke artikel Facts and propositions (Feiten en proposities), waarin hij wat soms de redundantiestelling van de waarheid wordt genoemd, voorstelde.
Een van de in zijn artikel uit 1930 On a problem of formal logic (Over een probleem uit de formele logica) door Ramsey bewezen stellingen draagt nu zijn naam (de stelling van Ramsey). Hoewel Ramsey waarschijnlijk voor dit werk op dit moment het best wordt herinnerd, bewees hij deze stelling terloops, als een klein lemma op weg naar het ware doel van zijn artikel, het oplossen van een speciaal geval van de beslissingsprobleem voor eerste-orde logica. Later bleek dat dit lemma eigenlijk niet nodig was voor de resultaten die hij verkreeg. Ook toonde Alonzo Church later aan dat het algemene geval van het Entscheidungsprobleem, dat Ramsey trachtte aan te pakken, onoplosbaar is (zie stelling van Church), terwijl, ironisch genoeg, een grote hoeveelheid later werk in de wiskunde voortvloeide uit dit ogenschijnlijk relatief kleine lemma, dat later een belangrijk vroeg resultaat in de combinatoriek bleek te zijn, dat het idee ondersteunde, dat binnen enige voldoende grote systemen, hoe ongeordend ook, er altijd enige orde moet zijn, Zo vruchtbaar was de stelling van Ramsey dat er vandaag de dag een heel deelgebied van de wiskunde, de Ramsey-theorie, uit ontstaan is, dat gewijd is aan het bestuderen van vergelijkbare resultaten.
Onder zijn filosofische werken waren Universals (Universalia) (1925), Facts and propositions (Feiten en proposities) (1927), Universals of law and of fact (Universalia van de wetten en van feiten) (1928), Knowledge (Kennis) (1929), Theories (Theorieën) (1929) en General propositions and causality (Algemene proposities en causaliteit) (1929). Wittgenstein noemt hem in de inleiding tot zijn Filosofische Onderzoeken als een invloed (maar niet zo'n grote invloed als Piero Sraffa).

### Werk in de economie
Keynes moedigde Ramsey aan om werk te verrichten in de economie, aangezien Ramsey volgens Keynes "Al vanaf zeer jonge leeftijd, ik denk ongeveer zestien, blijk gaf dat zijn vroegrijpe geest intens was geïnteresseerd in economische problemen" (Keynes, 1933). Ramsey reageerde op Keynes zijn aanmoediging door in totaal drie artikelen op het gebied van de economische theorie te schrijven, die alle drie van fundamenteel belang bleken te zijn, alhoewel het vele jaren duurde voordat dit door de gemeenschap van economen doordrong.
De drie artikelen, die hieronder in detail worden beschreven, gingen over subjectieve waarschijnlijkheid en nut (1926), optimale belasting (1927) en optimale één-sector economische groei ( 1928). De econoom Paul Samuelson beschreef deze drie artikelen in 1970 als "drie grote erfenissen, die voor het grootste deel slechts bijproducten waren van zijn grote interesse in de grondslagen van de wiskunde en de kennis."

#### Een wiskundige theorie van sparen
Dit invloedrijke artikel werd in 1928 in The Economic Journal gepubliceerd en heeft betrekking op "een strategisch mooie toepassing van de variatierekening" (Paul Samuelson) om daarmee de optimale omvang te bepalen van hoeveel een economie moet investeren (sparen) in plaats van te consumeren om zo het maximale toekomstige nut te maximaliseren, of in Ramseys woorden "hoeveel van zijn inkomen moet een natie sparen" (Ramsey, 1928).
Keynes beschreef het artikel als "een van de meest opmerkelijke bijdragen aan de wiskundige economie die ooit zijn gegeven, zowel ten aanzien van het intrinsieke belang alsook met betrekking tot de moeilijkheid van het onderwerp, de kracht en de elegantie van de aangewende technische methoden en de heldere zuiverheid van de verlichting, waarmee de lezer voelt dat de geest van de schrijver met het onderwerp speelt. Het artikel is voor een econoom verschrikkelijk moeilijk te lezen, maar het is niet moeilijk om te waarderen hoe de wetenschappelijke en esthetische kwaliteiten samen in het artikel worden gecombineerd" (Keynes 1933). Het Ramsey-model wordt vandaag erkend als uitgangspunt voor een optimale accumulatietheorie, hoewel het belang ervan pas vele jaren na de eerste publicatie van het artikel werd erkend.
De belangrijkste bijdragen van het Ramsey-model waren ten eerste de oorspronkelijke vraag, die Ramsey stelde over hoeveel er in een economie gespaard moet worden en ten tweede de analysemethode van intertemporele maximalisatie (optimalisatie) van een collectief of individueel nut door het toepassen van technieken uit de dynamische optimalisatie. Tjalling Koopmans en David Cass hebben de Ramsey-theorie later aangepast om de dynamische kenmerken van steady-state bevolkingsgroei en een steady-state Harrod-neutrale technische in het Ramsey-model te incorporeren. Hieruit ontstond het Ramsey-Cass-Koopmans-model, waar het doel nu is om de nutsfunctie van een huishouden te maximaliseren.

#### Een bijdrage aan de belastingtheorie
In dit artikel uit 1927 voegde Ramsey het elegante begrip van de Ramsey-prijsstelling aan de economische theorie toe. Ramsey-prijsstelling is toepasbaar op situaties, waar een (gereguleerde) monopolist zijn consumentensurplus wil maximeren, terwijl hij er tegelijkertijd voor zorgt dat dat zijn kosten voldoende worden gedekt. Dit wordt bereikt door een prijs vast te stellen zodanig dat de winstmarge boven op de marginale kosten omgekeerd evenredig is met de prijselasticiteit van de vraag naar dit goed. Net als zijn eerdere artikel werd ook dit artikel in The Economic Journal gepubliceerd. Ramsey stelt in het begin van het artikel de vraag die moet worden opgelost: "een gegeven opbrengst moet worden verhoogd door evenredige belastingen op sommige of alle gebruik van het inkomen, waarbij de belastingpercentages op verschillende gebruiken mogelijk kunnen verschillen; hoeveel moeten deze belastingpercentages worden aangepast opdat de afname van het nut tot een minimum beperkt blijft?". (Ramsey 1927). Het probleem werd voorgelegd door de econoom Arthur Pigou en het artikel was Ramseys antwoord op het door Pigou gestelde probleem.

#### Waarheid en de waarschijnlijkheid
Keynes argumenteerde in zijn Treatise on Probability (1921) tegen de subjectieve benadering van epistemologische waarschijnlijkheden. Voor Keynes maakte subjectiviteit van waarschijnlijkheid niet zo veel uit, aangezien hij van mening was dat er een objectieve relatie bestond tussen kennis en waarschijnlijkheden, aangezien kennis in zijn visie onstoffelijk en niet persoonsgebonden is.
Ramsey is het in zijn artikel niet met deze benadering van Keynes eens. Voor Ramsey bestaat er wel degelijk verschil tussen het waarschijnlijkheidsbegrip in de natuurkunde en het waarschijnlijkheidsbegrip in de logica. Voor Ramsey is waarschijnlijkheid niet aan een onstoffelijke verzameling van kennis gerelateerd, maar is waarschijnlijkheid gerelateerd aan kennis, waarover elk afzonderlijk persoon als enige beschikt. Persoonlijke overtuigingen die voortkomen uit deze individuele kennis regeren waarschijnlijkheden, die leiden tot de notie van subjectieve waarschijnlijkheid. Bijgevolg kan subjectieve waarschijnlijkheid worden afgeleid door de acties gade te slaan, die de individuele persoonlijke overtuigingen weergeven. Ramsey stelde dat de mate van waarschijnlijkheid die een individu toekent aan een bepaalde uitkomst kan worden gemeten door uit te vinden welke kansen een individu zou accepteren wanneer hij een weddenschap op de uitkomst zou afsluiten.
Ramsey stelde een manier voor om een consistente keuzetheorie onder onzekerheid af te leiden die overtuigingen zou kunnen loskoppelen van voorkeuren, maar wel met behoud van het begrip subjectieve waarschijnlijkheid.
Ondanks het feit dat Ramsey werk over waarschijnlijkheden van groot belang was, besteedde niemand er enige aandacht aan, tot de publicatie in 1944 van Theory of Games and Economic Behavior door John von Neumann en Oskar Morgenstern (1947 2de editie.).